# Tainia macrantha
Tainia macrantha là một loài thực vật có hoa trong họ Lan. Loài này được Hook.f. miêu tả khoa học đầu tiên năm 1889.